# Pankaj Kapur
Pankaj Kapur, né le 29 mai 1954 à Ludhiana (au Punjab, en Inde) est un acteur et réalisateur indien.

## Filmographie partielle

### Comme acteur

#### Au cinéma
- 1981 : Kahan Kahan Se Guzar Gaya
- 1982 : Aadharshila
- 1982 : Gandhi : Pyarelal
- 1983 : Mandi : l'assistant de Shantidevi
- 1983 : Jaane Bhi Do Yaaro : Tarneja
- 1983 : Arohan
- 1984 : Mohan Joshi Hazir Ho!
- 1984 : Les Ruines (Khandhar) : Dipu
- 1985 : Aitbaar : Adovate Jha
- 1985 : Khamosh : Kuku
- 1985 : Aghaat : Chotelal
- 1986 : Musafir
- 1986 : Chameli Ki Shaadi : Kallumal "Koylawala"
- 1987 : Jalwa : Albert Pinto
- 1987 : Susman
- 1987 : Yeh Woh Manzil To Nahin : Rohit, un leader étudiant
- 1988 : Ek Aadmi
- 1988 : Main Zinda Hoon
- 1989 : Kamla Ki Maut : Sudhakar Patel
- 1989 : Raakh : inspecteur P.K
- 1989 : Marhi Da Deeva
- 1989 : Agla Mausam
- 1990 : Ek Doctor Ki Maut
- 1990 : Shadyantra : Sub-Inspector Tabrez Mohammad 'Tabbu' Khan
- 1992 : Roja : Liaqat
- 1993 : The Burning Season : Ashok Sarkar
- 1993 : Aakanksha
- 1994 : Kokh
- 1995 : Ram Jaane : Pannu Technicolor
- 1997 : Rui Ka Bojh
- 2002 : Jackpot Do Karode : Rana
- 2003 : Main Prem Ki Diwani Hoon : Satyaprakash
- 2003 : Maqbool : Jahangir Khan (Abbaji)
- 2005 : Sehar : Prof. Tiwari
- 2005 : Dus : Himmat Mehndi / Jamwal
- 2005 : The Blue Umbrella : Nandakishore 'Nandu' Khatri
- 2007 : Dharm : Pandit Chaturvedi
- 2007 : Blood Brothers : Dr. Bhootnath
- 2008 : Halla Bol : Siddhu
- 2009 : Love Khichdi : Subramani in Dream Fantasy
- 2010 : Good Sharma : Hanuman
- 2010 : Happi : Happi
- 2011 : Chala Mussaddi - Office Office : Mussaddi Lal Tripathi
- 2013 : Matru ki Bijlee ka Mandola : Harry Mandola
- 2014 : Finding Fanny : Don Pedro Cleto Colaco
- 2015 : Shaandaar de Vikas Bahl

### Comme réalisateur
- 2011 : Mausam